# Кузнецов, Игорь Сергеевич
Игорь Сергеевич Кузнецов (9 апреля 1917 — ????) — советский хоккейный арбитр всесоюзной (1955) и международной (1957) категорий, участник Великой Отечественной войны.

## Биография
Родился 9 апреля 1917 года.
В 1937 году поступил в Ленинградскую клубную команду «Труд», где он тренировался вплоть до 1951 года.
В 1941 году в связи с началом Великой Отечественной войны был мобилизован на фронт и прошёл всю войну.
В 1947 году начал заниматься арбитражной карьерой и судил матчи хоккейных команд с 1951 по 1972 год. В 1961 и 1962 годах был признан лучшим хоккейным арбитром СССР.
Дальнейшая судьба неизвестна.

## Награды
- Орден Отечественной войны II степени
- Медаль «За оборону Ленинграда» (1943)
- Медаль «За отвагу» (1944)
- Медаль «За боевые заслуги» (1944)